# Área industrial de Chukyo
A Área Industrial de Chūkyō (Chūkyō Kōgyō Chitai 中京工業地帯) é um outro nome para a região de Chukyo e as províncias ao redor, que possuem fortes ligações econômicas. Esta região industrial inclui as províncias de Aichi, Gifu e Mie.
Uma das empresas dominantes na região é a Toyota. O maior evento recente foi a Expo 2005, que deu um impulso ao crescimento econômico da região. Espera-se que o novo Aeroporto Internacional Chubu Centrair, aberto no mesmo ano, impulsione a economia regional.